# تیم ملی فوتبال زیر ۱۷ سال مالی
تیم ملی فوتبال زیر ۱۷ سال مالی یا تیم ملی فوتبال نوجوانان مالی نماینده فوتبال کشور مالی در مسابقات نوجوانان آفریقا و بین‌المللی است که زیر نظر فدراسیون فوتبال مالی فعالیت میکند.

## نیم نگاه
تیم مالی چهار بار به مسابقات جام جهانی زیر ۱۷ سال راه یافته و بهترین عملکرد این تیم در مسابقات جام جهانی فوتبال زیر ۱۷ سال ۲۰۱۵ در کشور شیلی با عنوان نایب قهرمانی رسید. و بهترین عملکرد در مسابقات فوتبال زیر ۱۷ سال آفریقا در سال های ۲۰۱۵ در نیجر و ۲۰۱۷ در گابن به عنوان قهرمانی دست پیدا کرد.

## آمار مسابقات

### جام جهانی فوتبال زیر ۱۷ سال
| جام جهانی فوتبال زیر ۱۷ سال | جام جهانی فوتبال زیر ۱۷ سال | جام جهانی فوتبال زیر ۱۷ سال | جام جهانی فوتبال زیر ۱۷ سال | جام جهانی فوتبال زیر ۱۷ سال | جام جهانی فوتبال زیر ۱۷ سال | جام جهانی فوتبال زیر ۱۷ سال | جام جهانی فوتبال زیر ۱۷ سال | جام جهانی فوتبال زیر ۱۷ سال |
| سال                         | عنوان                       | رتبه                        | بازی                        | برد                         | م*                          | باخت                        | گ خ                         | گ ز                         |
| --------------------------- | --------------------------- | --------------------------- | --------------------------- | --------------------------- | --------------------------- | --------------------------- | --------------------------- | --------------------------- |
| ۱۹۸۵                        | به مسابقات راه پیدا نکرد    | به مسابقات راه پیدا نکرد    | به مسابقات راه پیدا نکرد    | به مسابقات راه پیدا نکرد    | به مسابقات راه پیدا نکرد    | به مسابقات راه پیدا نکرد    | به مسابقات راه پیدا نکرد    | به مسابقات راه پیدا نکرد    |
| ۱۹۸۷                        | به مسابقات راه پیدا نکرد    | به مسابقات راه پیدا نکرد    | به مسابقات راه پیدا نکرد    | به مسابقات راه پیدا نکرد    | به مسابقات راه پیدا نکرد    | به مسابقات راه پیدا نکرد    | به مسابقات راه پیدا نکرد    | به مسابقات راه پیدا نکرد    |
| ۱۹۸۹                        | به مسابقات راه پیدا نکرد    | به مسابقات راه پیدا نکرد    | به مسابقات راه پیدا نکرد    | به مسابقات راه پیدا نکرد    | به مسابقات راه پیدا نکرد    | به مسابقات راه پیدا نکرد    | به مسابقات راه پیدا نکرد    | به مسابقات راه پیدا نکرد    |
| ۱۹۹۱                        | به مسابقات راه پیدا نکرد    | به مسابقات راه پیدا نکرد    | به مسابقات راه پیدا نکرد    | به مسابقات راه پیدا نکرد    | به مسابقات راه پیدا نکرد    | به مسابقات راه پیدا نکرد    | به مسابقات راه پیدا نکرد    | به مسابقات راه پیدا نکرد    |
| ۱۹۹۳                        | به مسابقات راه پیدا نکرد    | به مسابقات راه پیدا نکرد    | به مسابقات راه پیدا نکرد    | به مسابقات راه پیدا نکرد    | به مسابقات راه پیدا نکرد    | به مسابقات راه پیدا نکرد    | به مسابقات راه پیدا نکرد    | به مسابقات راه پیدا نکرد    |
| ۱۹۹۵                        | به مسابقات راه پیدا نکرد    | به مسابقات راه پیدا نکرد    | به مسابقات راه پیدا نکرد    | به مسابقات راه پیدا نکرد    | به مسابقات راه پیدا نکرد    | به مسابقات راه پیدا نکرد    | به مسابقات راه پیدا نکرد    | به مسابقات راه پیدا نکرد    |
| ۱۹۹۷                        | یک چهارم نهای               | رتبه پنجم                   | ۴                           | ۲                           | ۱                           | ۱                           | ۷                           | ۲                           |
| ۱۹۹۹                        | مرحله گروهی                 | رتبه چهاردهم                | ۳                           | ۰                           | ۲                           | ۱                           | ۰                           | ۱                           |
| ۲۰۰۱                        | یک چهارم نهایی              | رتبه شیشم                   | ۴                           | ۲                           | ۰                           | ۲                           | ۵                           | ۴                           |
| ۲۰۰۳                        | به مسابقات راه پیدا نکرد    | به مسابقات راه پیدا نکرد    | به مسابقات راه پیدا نکرد    | به مسابقات راه پیدا نکرد    | به مسابقات راه پیدا نکرد    | به مسابقات راه پیدا نکرد    | به مسابقات راه پیدا نکرد    | به مسابقات راه پیدا نکرد    |
| ۲۰۰۵                        | به مسابقات راه پیدا نکرد    | به مسابقات راه پیدا نکرد    | به مسابقات راه پیدا نکرد    | به مسابقات راه پیدا نکرد    | به مسابقات راه پیدا نکرد    | به مسابقات راه پیدا نکرد    | به مسابقات راه پیدا نکرد    | به مسابقات راه پیدا نکرد    |
| ۲۰۰۷                        | به مسابقات راه پیدا نکرد    | به مسابقات راه پیدا نکرد    | به مسابقات راه پیدا نکرد    | به مسابقات راه پیدا نکرد    | به مسابقات راه پیدا نکرد    | به مسابقات راه پیدا نکرد    | به مسابقات راه پیدا نکرد    | به مسابقات راه پیدا نکرد    |
| ۲۰۰۹                        | به مسابقات راه پیدا نکرد    | به مسابقات راه پیدا نکرد    | به مسابقات راه پیدا نکرد    | به مسابقات راه پیدا نکرد    | به مسابقات راه پیدا نکرد    | به مسابقات راه پیدا نکرد    | به مسابقات راه پیدا نکرد    | به مسابقات راه پیدا نکرد    |
| ۲۰۱۱                        | به مسابقات راه پیدا نکرد    | به مسابقات راه پیدا نکرد    | به مسابقات راه پیدا نکرد    | به مسابقات راه پیدا نکرد    | به مسابقات راه پیدا نکرد    | به مسابقات راه پیدا نکرد    | به مسابقات راه پیدا نکرد    | به مسابقات راه پیدا نکرد    |
| ۲۰۱۳                        | به مسابقات راه پیدا نکرد    | به مسابقات راه پیدا نکرد    | به مسابقات راه پیدا نکرد    | به مسابقات راه پیدا نکرد    | به مسابقات راه پیدا نکرد    | به مسابقات راه پیدا نکرد    | به مسابقات راه پیدا نکرد    | به مسابقات راه پیدا نکرد    |
| ۲۰۱۵                        | نایب قهرمان                 | رتبه دوم                    | ۷                           | ۵                           | ۱                           | ۱                           | ۱۲                          | ۴                           |
| ۲۰۱۷                        | TBD                         | -                           | -                           | -                           | -                           | -                           | -                           | -                           |
| مجموع                       | ۵/۱۷                        | نایب قهرمان                 | ۱۸                          | ۹                           | ۴                           | ۵                           | ۲۴                          | ۱۱                          |

### مسابقات فوتبال زیر ۱۷ سال آفریقا
| مسابقات فوتبال زیر ۱۷ سال آفریقا | مسابقات فوتبال زیر ۱۷ سال آفریقا | مسابقات فوتبال زیر ۱۷ سال آفریقا | مسابقات فوتبال زیر ۱۷ سال آفریقا | مسابقات فوتبال زیر ۱۷ سال آفریقا | مسابقات فوتبال زیر ۱۷ سال آفریقا | مسابقات فوتبال زیر ۱۷ سال آفریقا | مسابقات فوتبال زیر ۱۷ سال آفریقا | مسابقات فوتبال زیر ۱۷ سال آفریقا |
| سال                              | عنوان                            | بازی                             | برد                              | م*                               | باخت                             | گ خ                              | گ ز                              |                                  |
| -------------------------------- | -------------------------------- | -------------------------------- | -------------------------------- | -------------------------------- | -------------------------------- | -------------------------------- | -------------------------------- | -------------------------------- |
| ۱۹۹۵                             | رتبه چهارم                       | ۵                                | ۱                                | ۰                                | ۴                                | ۵                                | ۸                                |                                  |
| ۱۹۹۷                             | نایب قهرمان                      | ۵                                | ۲                                | ۲                                | ۱                                | ۴                                | ۳                                |                                  |
| ۱۹۹۹                             | رتبه سوم                         | ۵                                | ۲                                | ۲                                | ۱                                | ۶                                | ۵                                |                                  |
| ۲۰۰۱                             | رتبه سوم                         | ۴                                | ۲                                | ۱                                | ۱                                | ۱۱                               | ۳                                |                                  |
| ۲۰۰۳                             | به مسابقات راه پیدا نکرد         | به مسابقات راه پیدا نکرد         | به مسابقات راه پیدا نکرد         | به مسابقات راه پیدا نکرد         | به مسابقات راه پیدا نکرد         | به مسابقات راه پیدا نکرد         | به مسابقات راه پیدا نکرد         |                                  |
| ۲۰۰۵                             | مرحله گروهی                      | ۳                                | ۱                                | ۰                                | ۲                                | ۷                                | ۷                                |                                  |
| ۲۰۰۷                             | به مسابقات راه پیدا نکرد         | به مسابقات راه پیدا نکرد         | به مسابقات راه پیدا نکرد         | به مسابقات راه پیدا نکرد         | به مسابقات راه پیدا نکرد         | به مسابقات راه پیدا نکرد         | به مسابقات راه پیدا نکرد         |                                  |
| ۲۰۰۹                             | به مسابقات راه پیدا نکرد         | به مسابقات راه پیدا نکرد         | به مسابقات راه پیدا نکرد         | به مسابقات راه پیدا نکرد         | به مسابقات راه پیدا نکرد         | به مسابقات راه پیدا نکرد         | به مسابقات راه پیدا نکرد         |                                  |
| ۲۰۱۱                             | مرحله گروهی                      | ۳                                | ۰                                | ۰                                | ۳                                | ۲                                | ۵                                |                                  |
| ۲۰۱۳                             | به مسابقات راه پیدا نکرد         | به مسابقات راه پیدا نکرد         | به مسابقات راه پیدا نکرد         | به مسابقات راه پیدا نکرد         | به مسابقات راه پیدا نکرد         | به مسابقات راه پیدا نکرد         | به مسابقات راه پیدا نکرد         |                                  |
| ۲۰۱۵                             | قهرمان                           | ۵                                | ۴                                | ۱                                | ۰                                | ۹                                | ۴                                |                                  |
| ۲۰۱۷                             | قهرمان                           | ۵                                | ۳                                | ۲                                | ۰                                | ۹                                | ۲                                |                                  |
| مجموع                            | ۸/۱۲                             | ۳۵                               | ۱۵                               | ۸                                | ۱۲                               | ۵۳                               | ۴۱                               |                                  |